# 施瓦爾茨瓦瑟河 (森瑟河支流)
46°51′47″N 7°21′35″E / 46.86306°N 7.35972°E

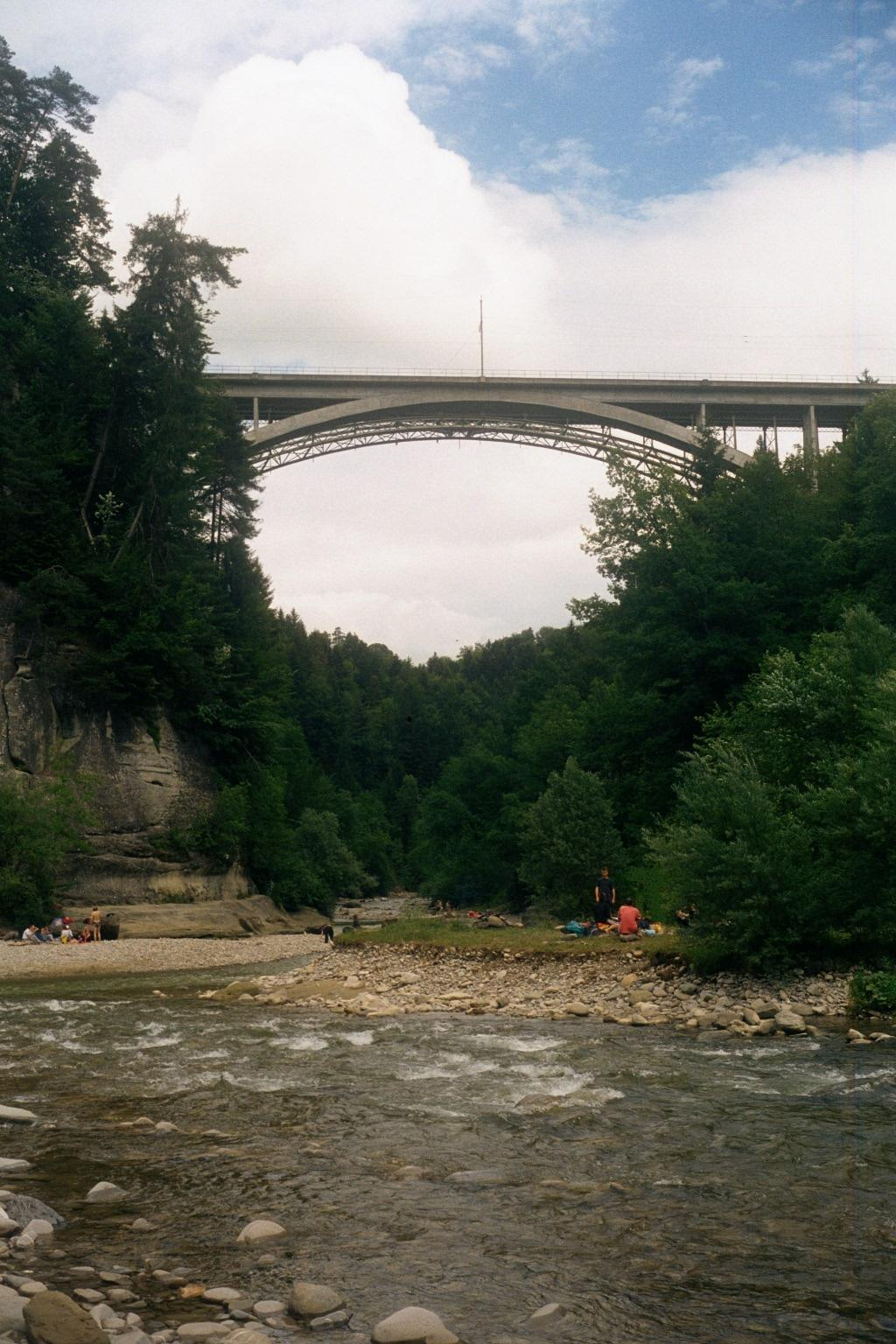

施瓦爾茨瓦瑟河是瑞士的河流，位於該國中西部，流經伯恩州，屬於森瑟河的右支流，河道全長21.1公里，發源自呂舍格附近，流經甘特里施山以北。